# Il gran Tamerlano
Il gran Temerlano è un'opera seria in tre atti del compositore ceco Josef Mysliveček su libretto di Agostino Piovene.
L'opera fu rappresentata per la prima volta il 26 dicembre 1771 al Teatro Regio Ducale di Milano, inaugurando la stagione del carnevale nella città lombarda. Il gran Tamerlano ebbe successo, tant'è che Mysliveček stesso ne fa menzione in una lettera che inviò a Padre Martini datata 7 gennaio 1772.

## Rappresentazioni in tempi moderni e registrazioni
Il dramma del Divino Boemo fu messo in scena in tempi moderni solamente due volte, ambedue in lingua ceca sotto il nome di Tamerlan. La prima venne messa in scena in versione integrale negli anni '60 del Novecento al Teatro Nazionale di Brno Mentre la seconda volta venne rappresentato in una versione ridotta (senza i recitativi secchi e alcune arie, nonché decurtato di alcuni personaggi) nel 1977 al Teatro Nazionale di Praga sotto la direzione di Josef Kuchinka.